# Nugaal
Nugaal ou Nūgāl é uma região da Somália, sua capital é a cidade de Garoowe. Atualmente faz parte do auto-declarado estado autônomo da Puntlândia.

## Distritos
- Eyl
- Burtinle
- Dangorayo
- Garoowe